# MA60 (航空機)
西安MA60
幸福航空の西安MA60
中国・安徽省の合肥新橋国際空港にて
- 用途：旅客機
- 分類：リージョナル機
- 製造者： 中国、西安飛機工業公司
- 運用者

  - 四川航空
  - ほか
- 初飛行：2000年3月21日
- 運用開始：2000年8月
- 運用状況：運用中
- 原型機：Y-7, An-24
- 派生型：en:Xian MA600

MA60（中国語：新舟60　英語Xian MA60）は、中華人民共和国の西安飛機工業公司がウクライナのANTKアントーノウ製造によるAn-24と、Y-7 200A旅客機を元に開発した双発ターボプロップ旅客機である。

## 概要

### コピー製品
ソ連・ウクライナのアントノフ設計局（現：ウクライナ・ANTKアントーノウ）の製作したAn-24旅客機（1959年初飛行）をコピー生産（ライセンス生産とする書籍もあり）したY-7 200Aのエンジンをプラット・アンド・ホイットニー・カナダ製のPW127Jに換装し、また操縦機器を近代化した機体で、珠海国際航空宇宙博覧会（1998年）において公表された。日本では西安（シーアン）MA-60と呼ばれることがある。

### 就航
2000年3月21日に初飛行し、8月には四川航空が就航させ、中華人民共和国当局から量産の許可が出たため年間12-15機が製造されているが、同国政府による発展途上国への販促を狙った無償供与も多い。

## 派生型
MA60-100
重量を削減し、性能を向上させたモデル。
MA60-MPA　フィアレスアルバトロス
2002年の中国国際航空宇宙博覧会において展示された、ASW型。
MA40
2002年から提供が開始されたモデルで、胴体を短縮して40席としている。
MA60H-500
リアカーゴランプを装備した軍用輸送機型。
MA600(en)
MA60-100を発展させたモデルで2008年6月29日に発表、初飛行している。
MA700
MA600の発展型。

## 運用者
2014年3月の時点で、53機のMA60が運用中で、14機が保管状態にある。中華人民共和国内や発展途上国を中心とした航空会社や空軍で運用中だが、航空会社によっては飛行停止して代替機を選定して運用中止しているところもある。

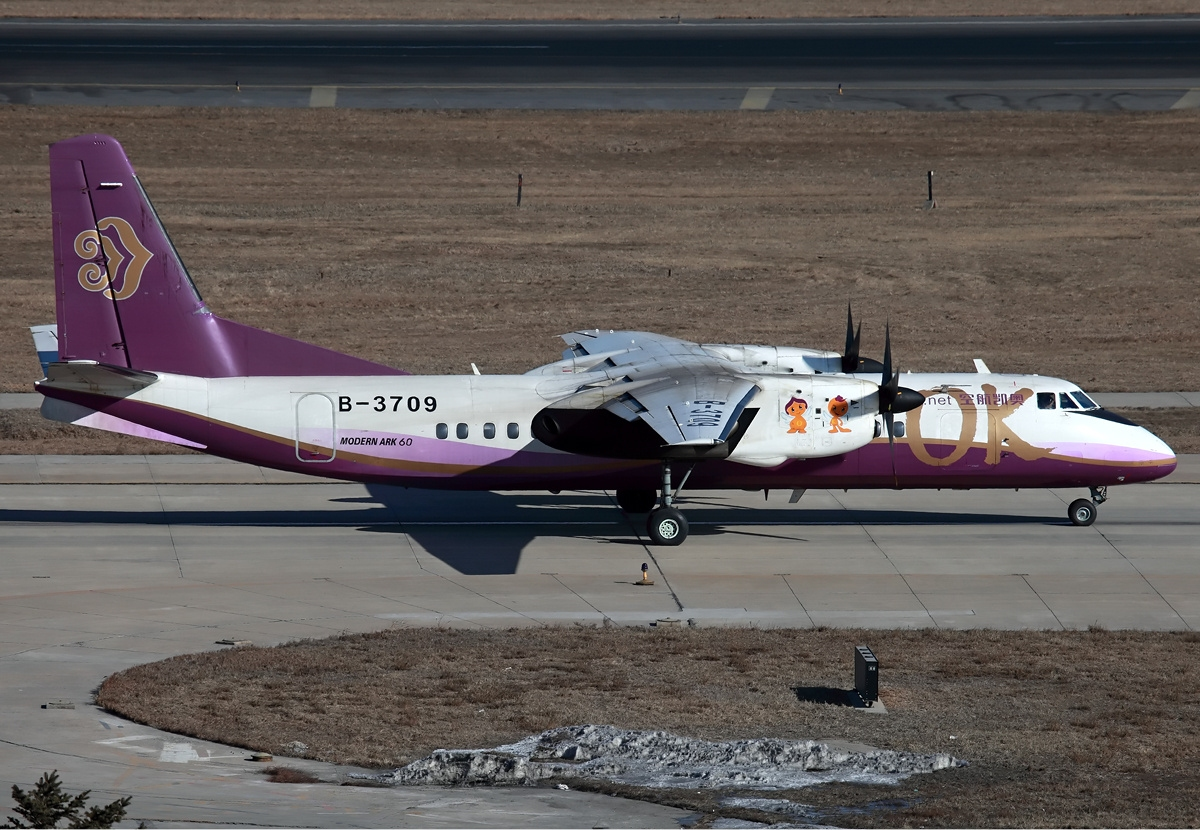
奥凱航空のMA60

アフガニスタン
- イーストホライゾン航空

ボリビア
- ボリビア空軍
- TAM – 2機運用。2機発注中。
- ボリビアーナ航空

ブルンジ
- ブルンジ航空 – 1機保管、1機発注。

カンボジア
- カンボジア・バイヨン航空 – 1機運用
- カンボジア王国空軍 – 2運用

カメルーン
- カメルーン航空 – 3機

中国
- 中国民間航空飛行大学 – 2機運用
- 中国聯合航空 – 1機運用、1機保管

- 奥凱航空 – 13機運用、17機発注
- 幸福航空 – 9機運用、21機発注
- 四川航空 – 2機保管
- 武漢航空 – 3機保管
- ヤングアン航空 – 1機運用、9機発注

コンゴ民主共和国
- コンゴ航空 – 6機発注

ジブチ
- ジブチ空軍 – 2014年6月に、ソマリア平和維持部隊の支援と要人輸送用として1機を導入[3]。2024年時点で、1機を保有[4]。

エリトリア
- マッサワエアウェイズ – 1機運用
- エリトリア空軍 – 4機運用

インドネシア
- メルパチ・ヌサンタラ航空 – 12機運用、2機墜落

キルギスタン
- キルギスタン航空 – 3機発注

ラオス
- ラオス国営航空 – 4機運用
- ラオス人民解放空軍 – 2機のMA60と2機のMA600
- ラオ・スカイウェイ – 2

 マラウイ
マラウイ空軍 - 2024年時点で、2機のMA600を保有。
ミャンマー
- ミャンマー・ナショナル航空 – 2機墜落、1機は貨物用

ネパール
- ネパール航空 - 1機運用、1機発注

ペルー
- CDSレジナルエクスプレス – 4機発注

フィリピン

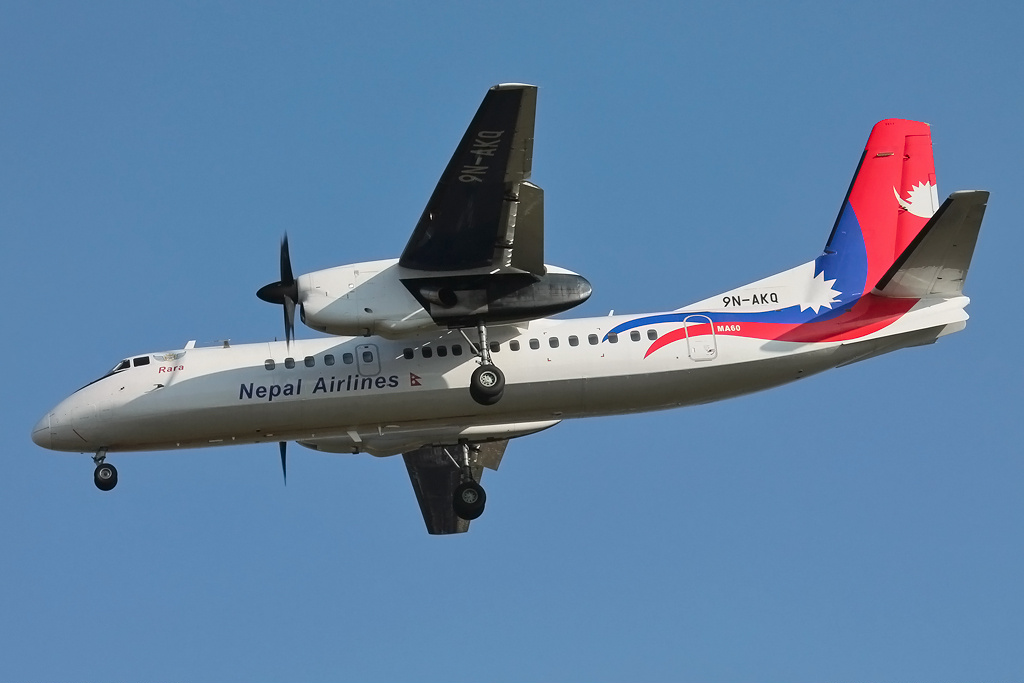
ネパール航空のMA60

- エアアジア・ゼスト – 4機は引退し中国に償却、1機は墜落
- クラーク航空 – 7機発注

コンゴ共和国
- エアコンゴ – 4機運用

スリランカ
- スリランカ空軍 – 2機運用

タジキスタン
- タジキスタン航空 – 1機運用

トンガ
- リアルトンガ – 1機運用

ウクライナ
- マーズ RK – 3機運用、MA60を購入する最初のヨーロッパの航空会社である。

イエメン
- フェリックス・エアウェイズ – 2機のMA600FとMA60を発注

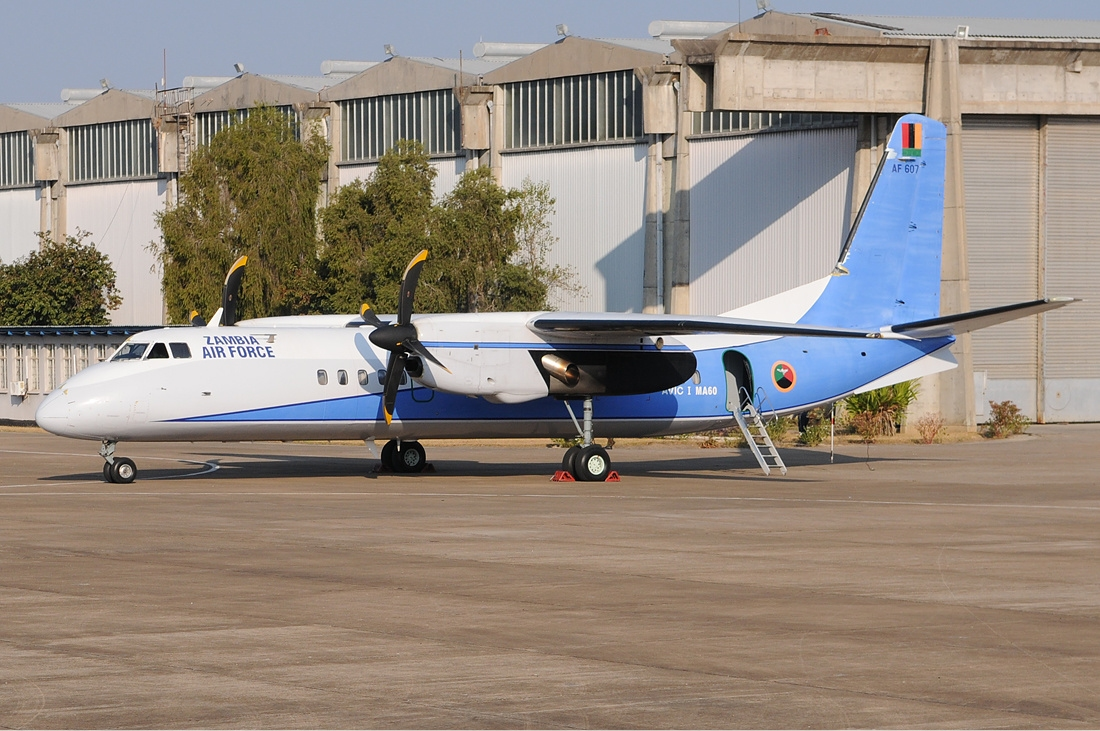
ザンビア空軍MA60輸送機

ザンビア
- ザンビア空軍 – 2機運用

ジンバブエ
- エア・ジンバブエ – 2機運用、1機墜落

| 航空会社                   | 運用    | 発注 | 合計 |
| -------------------------- | ------- | ---- | ---- |
| イーストホライズン         | 1       |      | 1    |
| TAM                        | 2       | 2    | 4    |
| エアブルンジ               | 1       | 1    | 2    |
| カンボジア王立空軍         | 2       |      | 2    |
| カンボジアバイヨン航空     | 1       | 19   | 20   |
| カメルーン航空             | 3       |      | 3    |
| コンゴ航空                 |         | 6    | 6    |
| ジブチ軍                   | 1       | 1    | 2    |
| マッサワエアウェイズ       | 1       |      | 1    |
| キルギスタン航空           |         | 3    | 3    |
| メルパチ・ヌサンタラ航空   | 14      |      | 14   |
| ラオス国営航空             | 4       |      | 4    |
| ラオス人民解放空軍         | 4       |      | 4    |
| ラオススカイウェイ         | 1       | 1    | 2    |
| ミャンマー航空             | 3       |      | 3    |
| ネパール航空               | 1       | 1    | 2    |
| 中国民間航空飛行大学       | 2       |      | 2    |
| 中国聯合航空               | 1+1保管 |      | 2    |
| 奥凱航空                   | 13      | 17   | 30   |
| 幸福航空                   | 9       | 21   | 30   |
| 四川航空                   | 2       |      | 2    |
| 武漢航空                   | 3       |      | 3    |
| ヤングアン航空             | 1       | 9    | 10   |
| CDSレジナルエクスプレス    |         | 4    | 4    |
| エアアジア・ゼスト         | 4       |      | 4    |
| エアコンゴ                 | 4       |      | 4    |
| スリランカ空軍             | 2       |      | 2    |
| タジキスタン航空           | 1       |      | 1    |
| リアルトンガ               | 1       |      | 1    |
| マーズ RK                  |         | 3    | 3    |
| フェリックス・エアウェイズ |         | 6    | 6    |
| ザンビア空軍               | 2       |      | 2    |
| エア・ジンバブエ           | 2       |      | 2    |

## 事故
- 2009年1，6月　フィリピン　ゼストエア　カティクラン空港着陸時、オーバーラン
- 2011年5月　インドネシア　メルパチ・ヌサンタラ航空　カイマナ空港荒天着陸時、着陸失敗(滑走路手前の海中に着水、乗員、乗客全員死亡) (メルパチ・ヌサンタラ航空8968便墜落事故)
- 2013年5月　ミャンマー　ミャンマー航空　Monghsat空港着陸時、オーバーラン

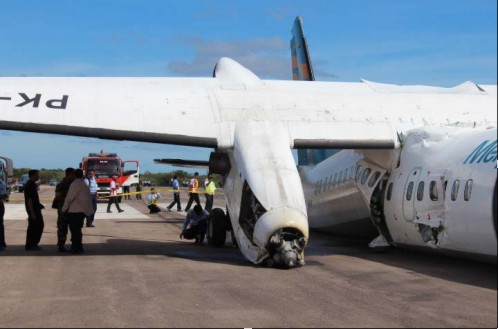
インドネシア エル・タリ空港にて、大破したMA60

- 2013年6月　インドネシア　メルパチ・ヌサンタラ航空　エル・タリ空港着陸時、ハードランディング
- 2013年6月　ミャンマー ミャンマー航空　コータウン空港着陸時、滑走路逸脱(ミャンマー航空当局はこの事故以降、同型機製造過程に不具合がある可能性があるとして同型機のミャンマー国内での飛行停止措置を実施)
- 2013年6月にニュージーランド政府がトンガへ渡航する際、トンガ国内線を運航するリアルトンガが使用する同型機を使用するとき上記のような機体欠陥が疑われる航空機の使用は自己責任を負うとの渡航喚起を出している。トンガ政府はこれに反発し、国際問題に発展している。
- 2014年2月4日　河南省鄭州市　幸福航空　鄭州空港着陸時、滑走中に前輪が格納され機体前部が滑走路と接触したが、全員無事だった。
- 2014年2月25日　遼寧省瀋陽市　奥凱（OK）航空　午後4時ごろBK2870便（機体番号B-3710）が瀋陽桃仙国際空港に着陸する際、計器にランディングギアの故障が表示された。このため当該機は非常事態を宣言し、空港も緊急着陸態勢をとった。機体の燃料を減らすため3時間上空を旋回。旋回中に空港上空を低空にて飛行し、地上職員の目視によって、ランディングギアの脚下げとロックが確認できたため午後8時17分に無事着陸した。けが人等はいなかった。この事故を受けて製造会社である西安飛機工業公司は着陸信号装置の全数点検を実施すると発表。また、同時に一時飛行停止申請を航空当局に提出した。

## 機体性能
- 運航乗員： 2名
- 乗客： 60名
- 全長：24.70m
- 全幅：29.20m
- 全高：8.85m
- 翼面積：75m²
- 空虚重量： 30,864kg
- 全備重量： 48,060kg

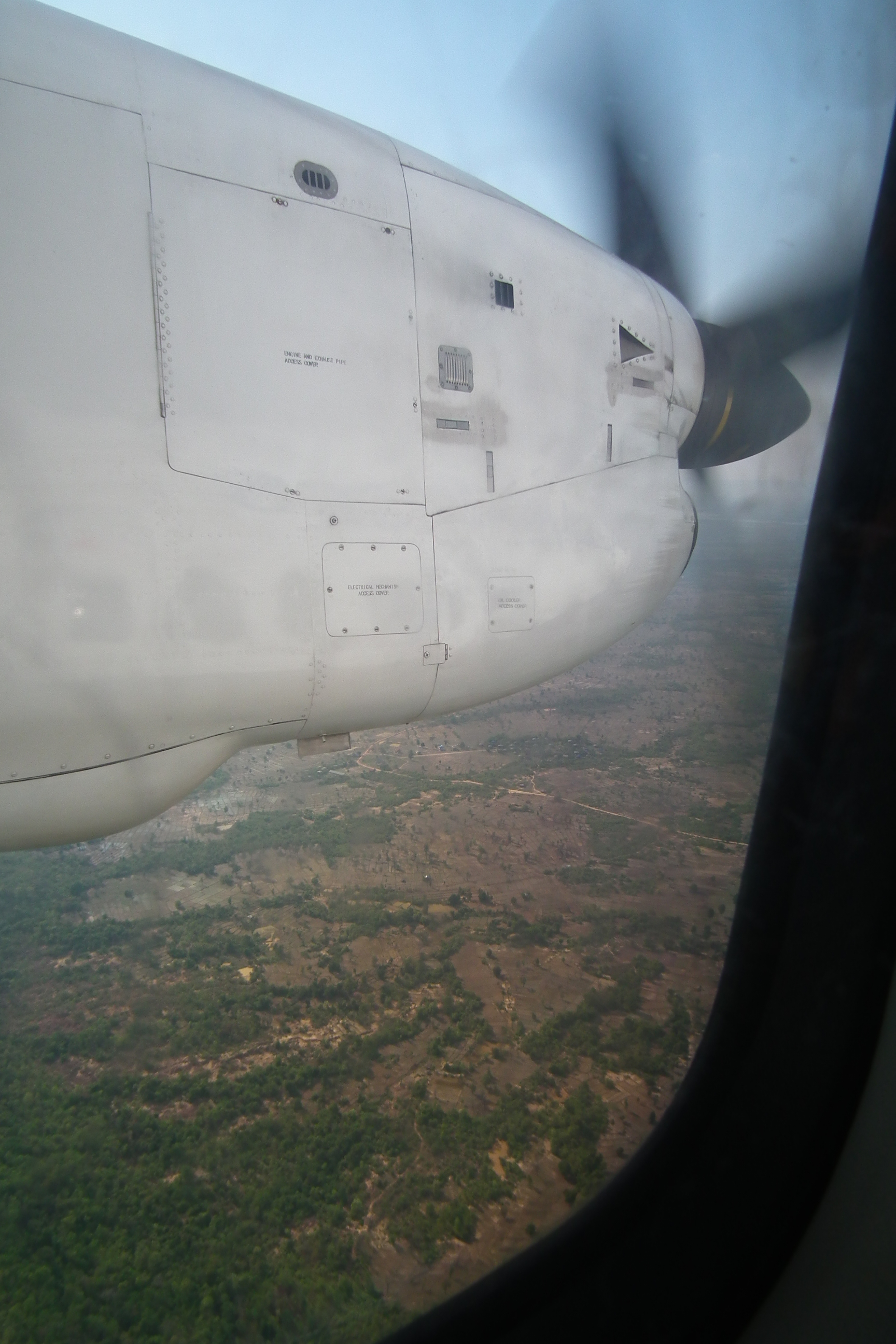
MA60エンジン部分（QV523便）

- エンジン： 2× プラット・アンド・ホイットニー・カナダ PW127J
- 最高速度：514km/h
- 巡航速度：430km/h
- 航続距離：1600km
- 実用上昇限度：7,620m